# Стрешнево (платформа, Рижское направление МЖД)
Стре́шнево (до 2019 года — Ленингра́дская) — остановочный пункт Рижского направления Московской железной дороги в Москве. Частично расположена в границах станции Подмосковная. Является остановочным пунктом линии МЦД-2 Московских центральных диаметров. Связана переходом со станцией МЦК Стрешнево. В пешей доступности находится станция метро «Войковская».
Платформа Ленинградская открыта в 1964 году. 1 октября 2018 года была перенесена ближе к МЦК со строительством новых платформ и сносом старых. В ноябре 2019 года переименована в Стрешнево в связи с запуском Московских центральных диаметров.

## Расположение
Расположена между путепроводом Ленинградского шоссе, проходящего над железнодорожными путями (по нему же получила прежнее название) и путепроводом Малого кольца Московской железной дороги. В 530 метрах от месторасположения нынешних платформ (см. ниже) находится станция метро «Войковская».
С платформ имеется два выхода на 1-й Войковский проезд. С юга от платформы проходит соединительная ветвь № 28 с Малым кольцом МЖД (именно на территории этой ветки в 2006 году устанавливали рекламный щит, свая которого пробила тоннель метрополитена). Правее II главного пути (направление к Рижскому вокзалу) платформу огибал ранее заброшенный, а ныне и полностью демонтированный путь, соединявший платформу Покровское-Стрешнево и станцию Подмосковная.
Входной светофор станции «Подмосковная» по южному пути (из области) находится к востоку от платформы, то есть эта платформа находится на перегоне. По северному пути входной находится намного западнее, за платформой Покровское-Стрешнево, то есть этот путь и северная платформа находятся в границах станции «Подмосковная».

## Характеристика
Остановочный пункт включает две береговые платформы, оборудованные навесами, между которыми располагаются 2 главных пути Рижского направления МЖД. Северная платформа обслуживает поезда, идущие из Москвы, а южная — в Москву. Вход на платформы осуществляется через надземные конкорсы (распределительные залы), оборудованные эскалаторами, лифтами, турникетами и билетными кассами, в западном и восточном концах платформ. Из западного конкорса также можно перейти на платформу Стрешнево Московского центрального кольца.

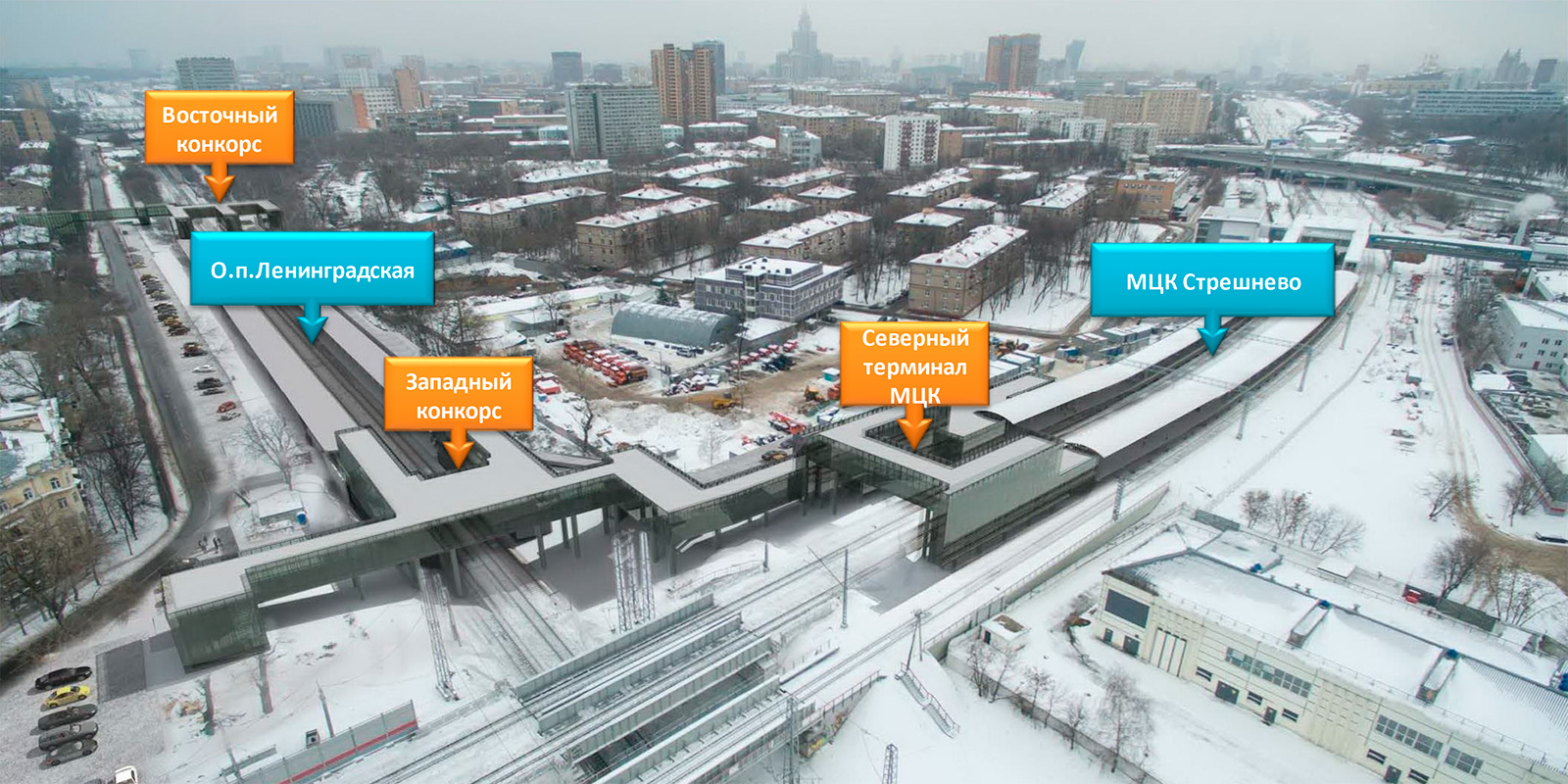
Проект ТПУ «Стрешнево»
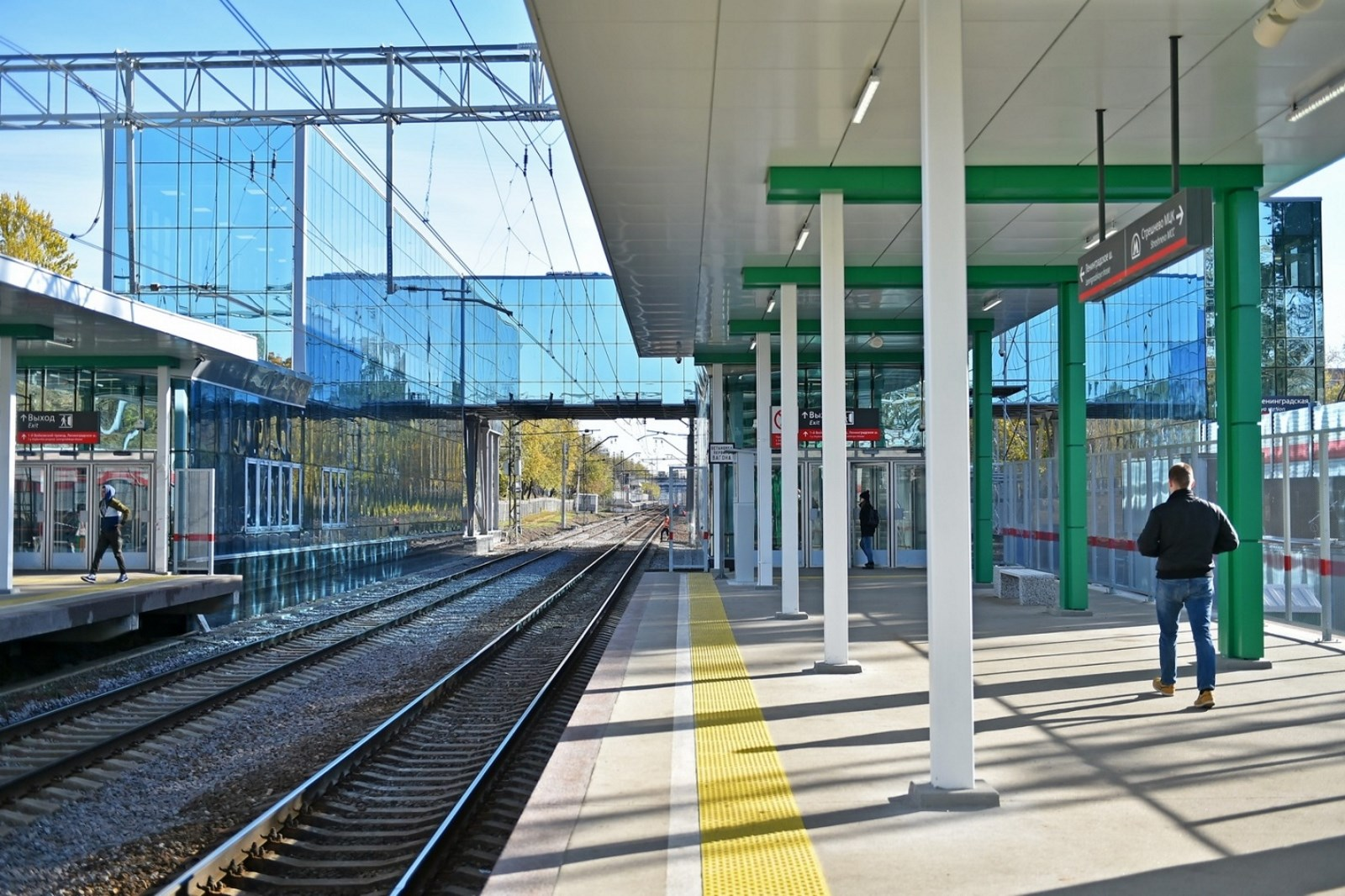
Восточный надземный переход
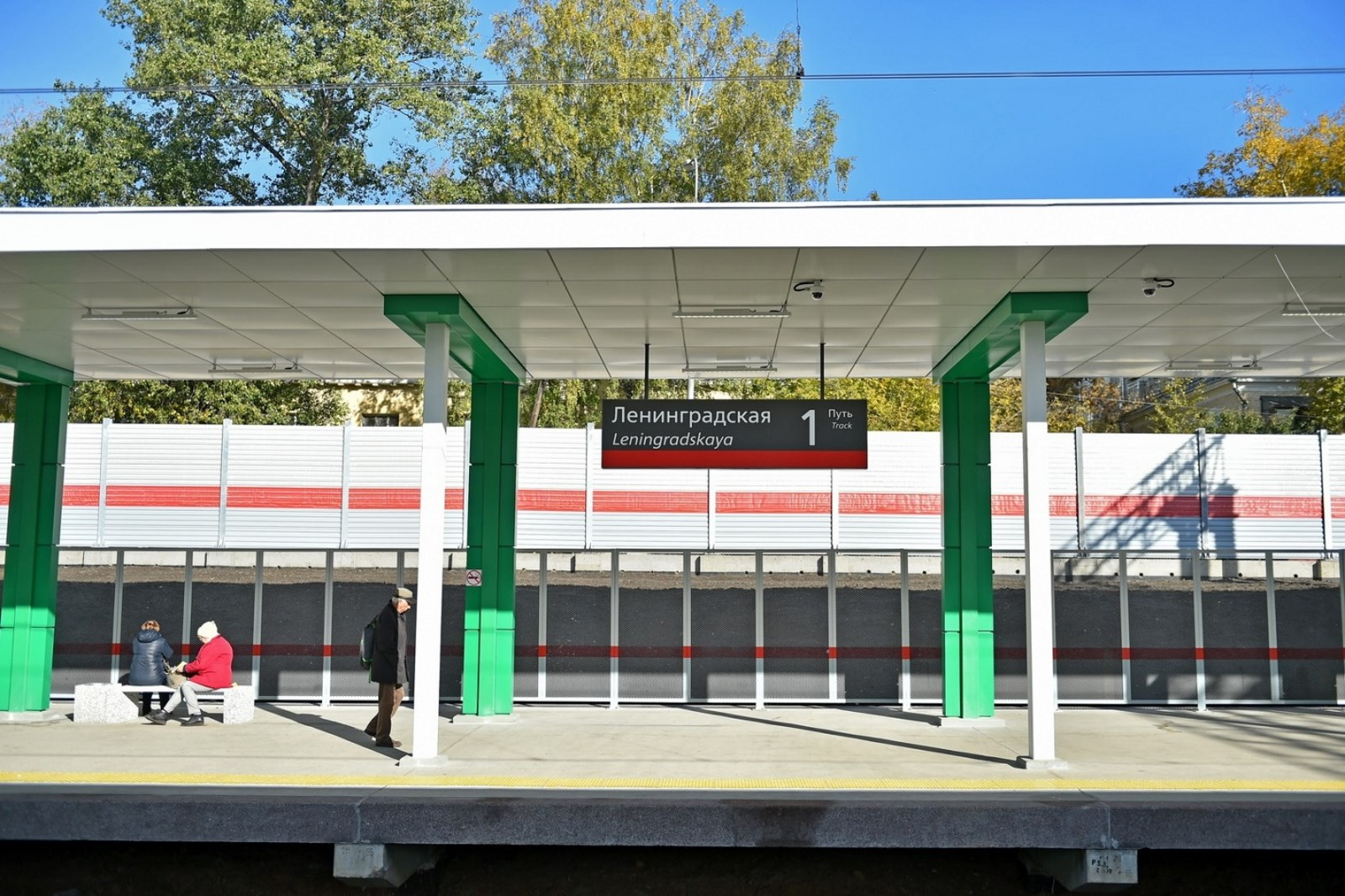
Платформа от Москвы

## Сообщение
Время движения от Рижского вокзала — 16 минут.
С апреля 2015 года платформа является конечной для двух пар утренних электропоездов по будням, следующих со стороны области. После высадки пассажиров, электропоезда следуют в тупики на станции Подмосковная.

## Перенос

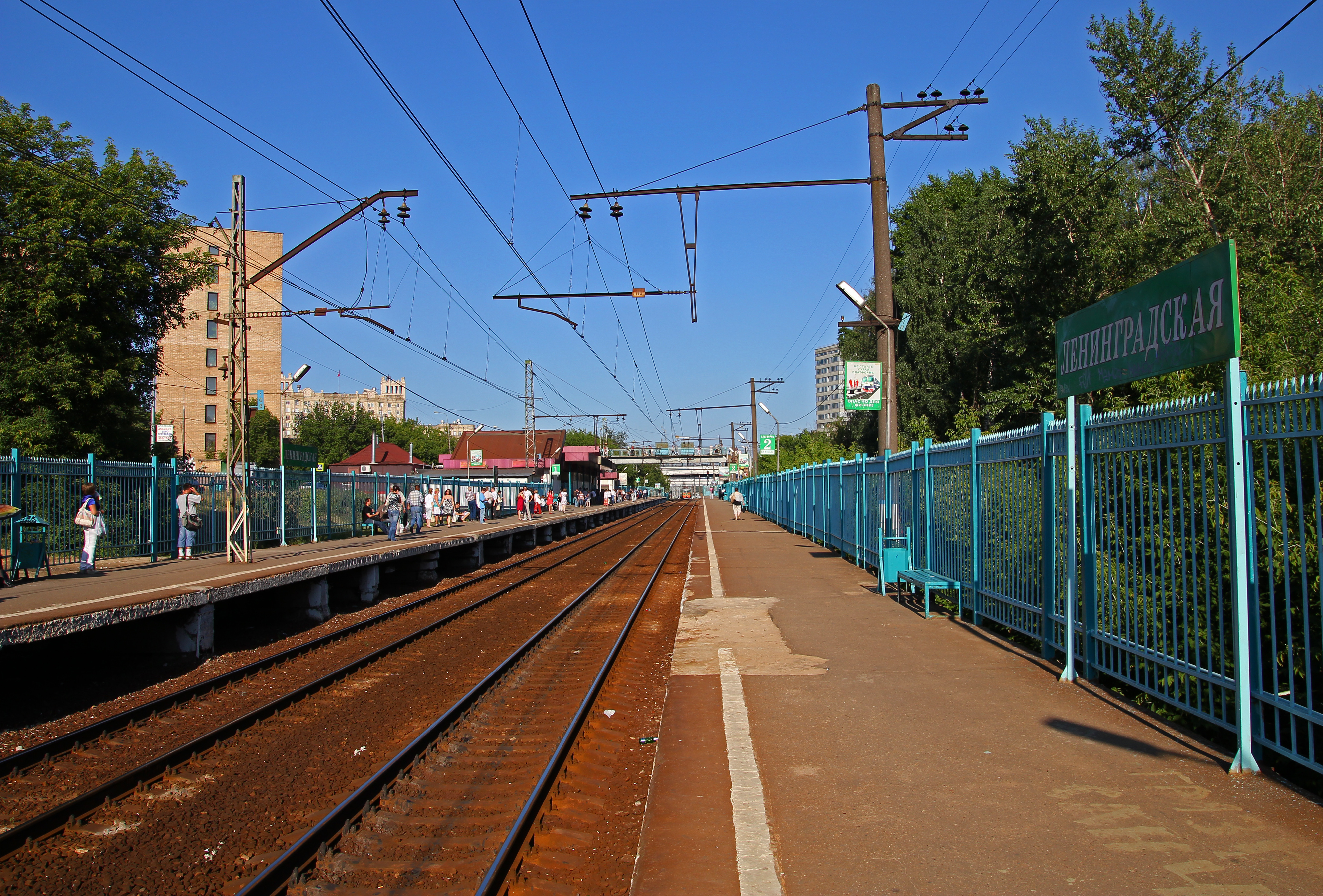
Вид старой платформы Ленинградская в 2011 году

Осенью 2016 года начались активные работы по строительству новых платформ ближе к путепроводу Малого кольца Московской железной дороги. Перенос остановочного пункта обусловлен вводом в эксплуатацию 10 сентября 2016 года МЦК, для осуществления более удобной пересадки с пригородных поездов на станцию Стрешнево. Пересадка на станцию метро «Войковская» Замоскворецкой линии при этом стала длиннее. Новые платформы оборудовали двумя терминалами, восточным и западным, последний представляет собой единое сооружение с северным терминалом станции МЦК. Новые платформы были открыты 1 октября 2018 года. 12 июня 2019 года был открыт крытый переход к платформе МЦК.

## Наземный общественный транспорт
На этой станции можно пересесть на следующие маршруты городского пассажирского транспорта:
- Автобусы: 243, 621
- Трамваи: 23, 30, 31

## Пассажиропоток
С открытия в ноябре 2019 года линии МЦД-2 станцией воспользовались 8 миллионов человек.